# Baureihe 442
De Baureihe 442 en Baureihe 443 van het Bombardier type Talent 2 is een elektrisch treinstel, een zogenoemde lichtgewichttrein met lagevloerdeel van de 2e generatie voor het regionaal personenvervoer van de Deutsche Bahn (DB).

## Geschiedenis
De Talent 2 is gebaseerd op de Talent van Bombardier Transportation. Bombardier ontwikkelde de Talent verder en gaf hier de naam Talent 2 aan. Het acroniem Talent staat voor Talbot leichter Nahverkehrstriebwagen.
Op 2 februari 2007 werd door Deutsche Bahn (DB) een raamverdrag getekend een order van 321 eenheden type Talent 2.
Deutsche Bahn AG plaatste op 19 november 2010 een order voor 36 driedelige treinen en 15 vierdelige treinen voor de S-Bahn Mitteldeutschland. De treinen worden na december 2013 ingezet.
De Südwestdeutsche Verkehrs-Aktiengesellschaft (SWEG) gaat vanaf december 2013 met 2 treinstellen rijden op de Münstertalbahn in het kader van Breisgau-S-Bahn.
Begin januari 2013 werd bekend dat Abellio Rail NRW 35 treinstellen heeft besteld. De order ter waarde van 172 miljoen euro bestaat uit 15 vijfdelige en 20 driedelige treinstellen. Ze worden vanaf december 2015 ingezet op het Saale-Thüringen-Südharz net.
Aan National Express Group zijn 35 treinstellen geleverd in zowel drie- als vijfdelige uitvoering, voor een totale waarde van ongeveer 170 miljoen euro. Deze worden ingezet op de lijnen RE 7 en RB 48 in Noordrijn-Westfalen.

## Constructie en techniek
Het treinstel is opgebouwd uit een aluminium frame met een frontdeel van GVK. Het lage vloerdeel wordt gebouwd op een hoogte van 598 mm voor Cottbus / Leipzig en een hoogte van 800 mm voor andere regio’s. Deze treinstellen kunnen tot vier stuks gecombineerd rijden. De treinstellen zijn uitgerust met luchtvering.
De treinstellen hebben een computergestuurde luchtdrukrem van Knorr Bremse, met automatische lastafregeling (remvermogen wordt aangepast naar belading). Als terugvaloptie voor de computersturing is er ook een remkraan aanwezig, ingesteld op de snelwerkende stand R. Beide luchtdrukremsystemen maken gebruik van de schijfremmen op de assen. Verder is er nog een elektrische rem (recuperatief), een magneetrem en noodremoverbrugging aanwezig.

### Nummers en inzet
| Lijst van de Talent 2 / Baureihe 442 / 443 |                         |                 |                 |                 |                 |        |                                          |
| Inzet gebied                               | Begin concessie         | tweedelig 442.0 | driedelig 442.1 | vierdelig 442.2 | vijfdelig 442.3 | Totaal | Opmerking                                |
| Mosel                                      | december 2009*          | 5               | -               | 8               | -               | 13     | met een jaar vertraging afgeleverd       |
| Cottbus - Leipzig                          | december 2009*          | 3               | -               | 3               | -               | 6      | met een jaar vertraging afgeleverd       |
| S-Bahn Nürnberg                            | december 2010**         | -               | -               | 42              | -               | 42     | met enkele maanden vertraging afgeleverd |
| Rhein-Sieg-Express                         | december 2010**         | -               | 3               | 10              | 2               | 15     | met enkele maanden vertraging afgeleverd |
| Dresden - Leipzig (Saxonia)                | juni 2011               | -               | 4               | -               | 4               | 8      |                                          |
| E-Netz Franken                             | december 2011           | -               | 5               | 9               | 8               | 22     |                                          |
| Mittelhessen-Express                       | december 2011           | -               | 6               | 16              | -               | 22     |                                          |
| Berlijn - Potsdam Los 1,3                  | december 2011 bzw. 2012 | -               | 26              | -               | 22              | 48     |                                          |
| Teilnetz Warnow (Rostock)                  | december 2012           | -               | -               | -               | 23              | 23     |                                          |
| Netz Elbe-Elster                           | juni 2013               | -               | 8               | -               | -               | 8      |                                          |
| Werdenfels-Netz                            | december 2013           | 3               | -               | 34              | -               | 37     |                                          |
| S-Bahn Mitteldeutschland (Leipzig/Halle)   | december 2013           | -               | 36              | 15              | -               | 51     |                                          |
| Münstertalbahn                             | 9 september 2013        | -               | 2               | -               | -               | -      |                                          |

## Foto's

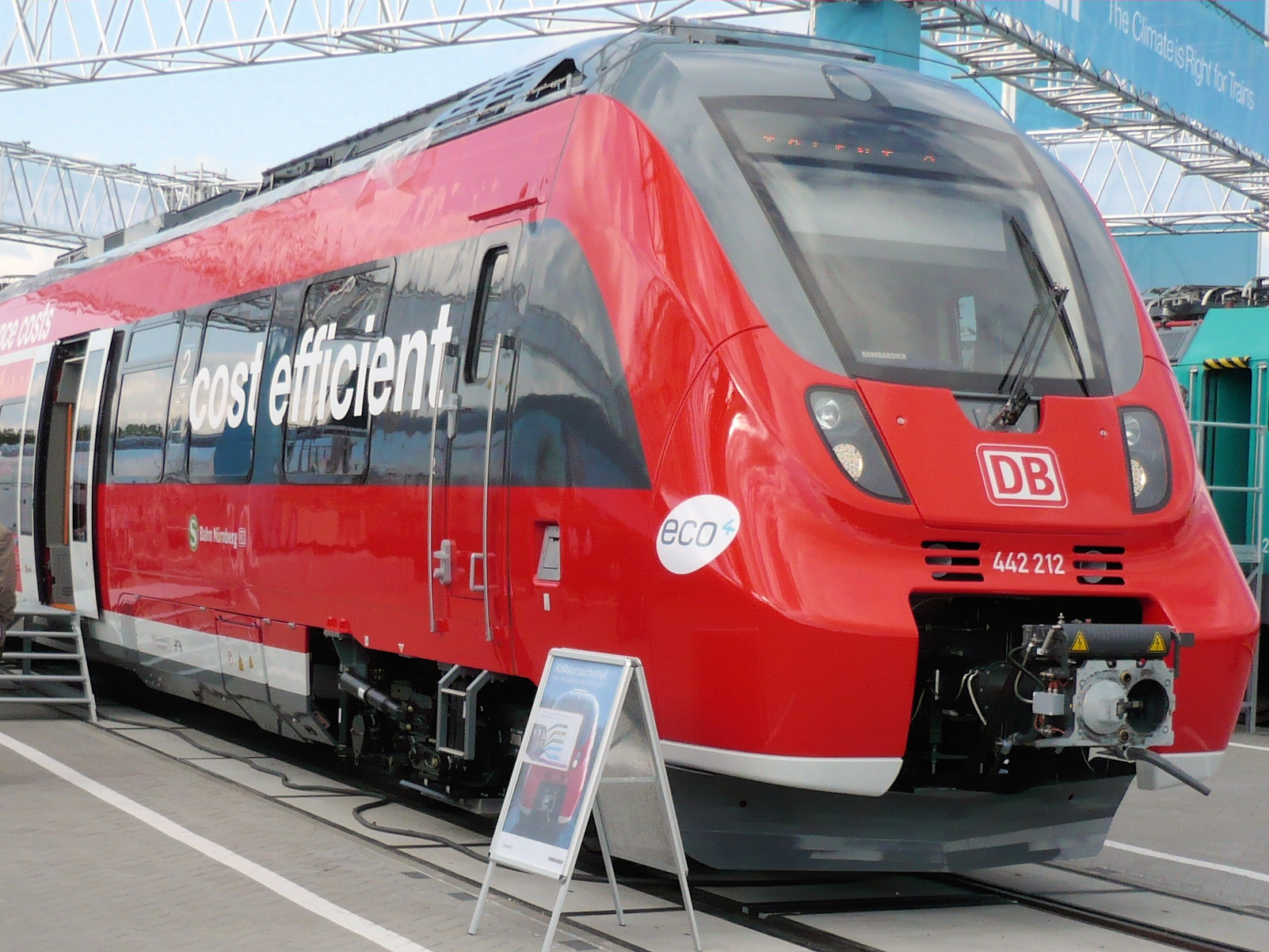
DBAG Baureihe 442 (Bombardier Talent)
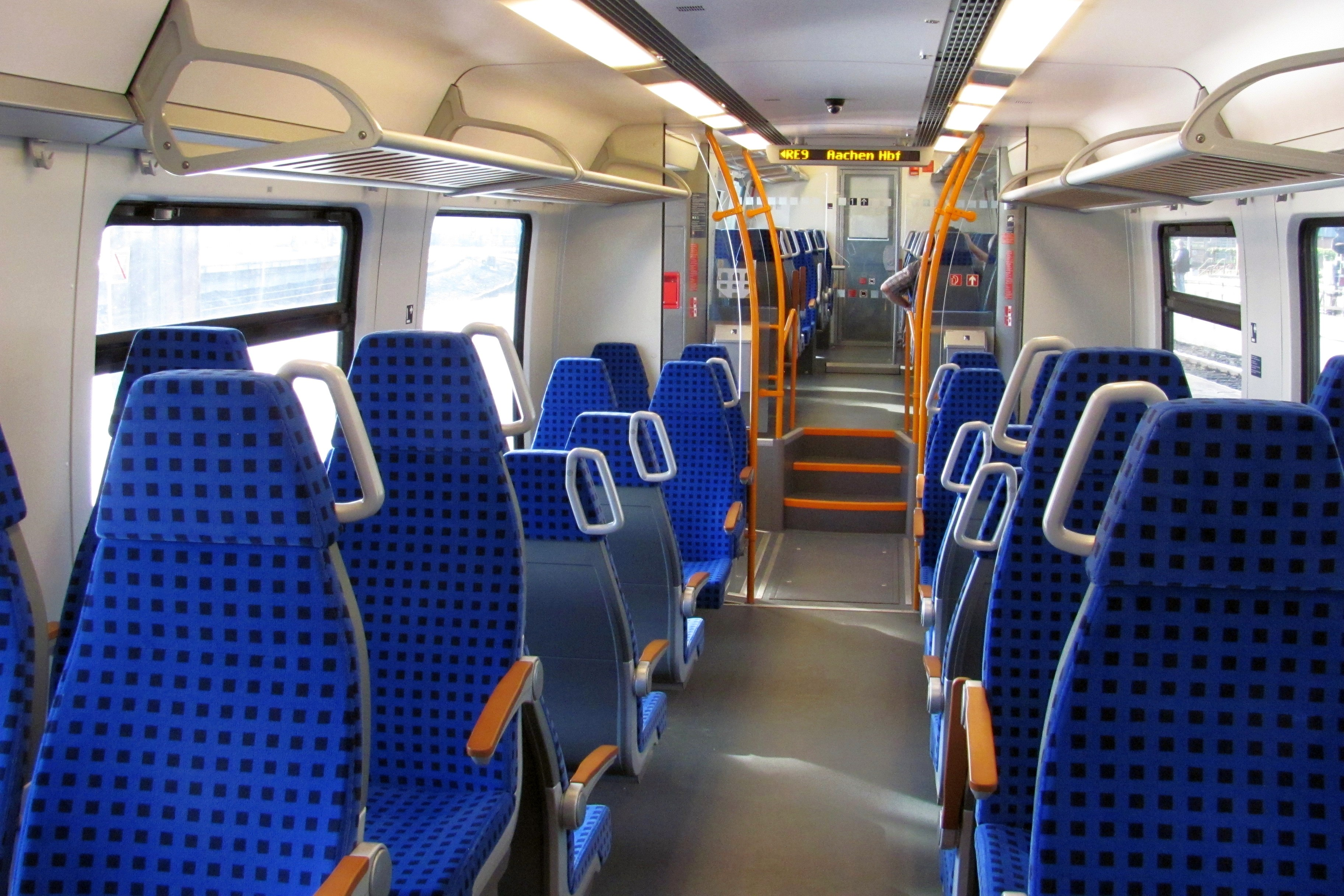
Interieur van de Talent 2 voor de Rhein-Sieg-Express.
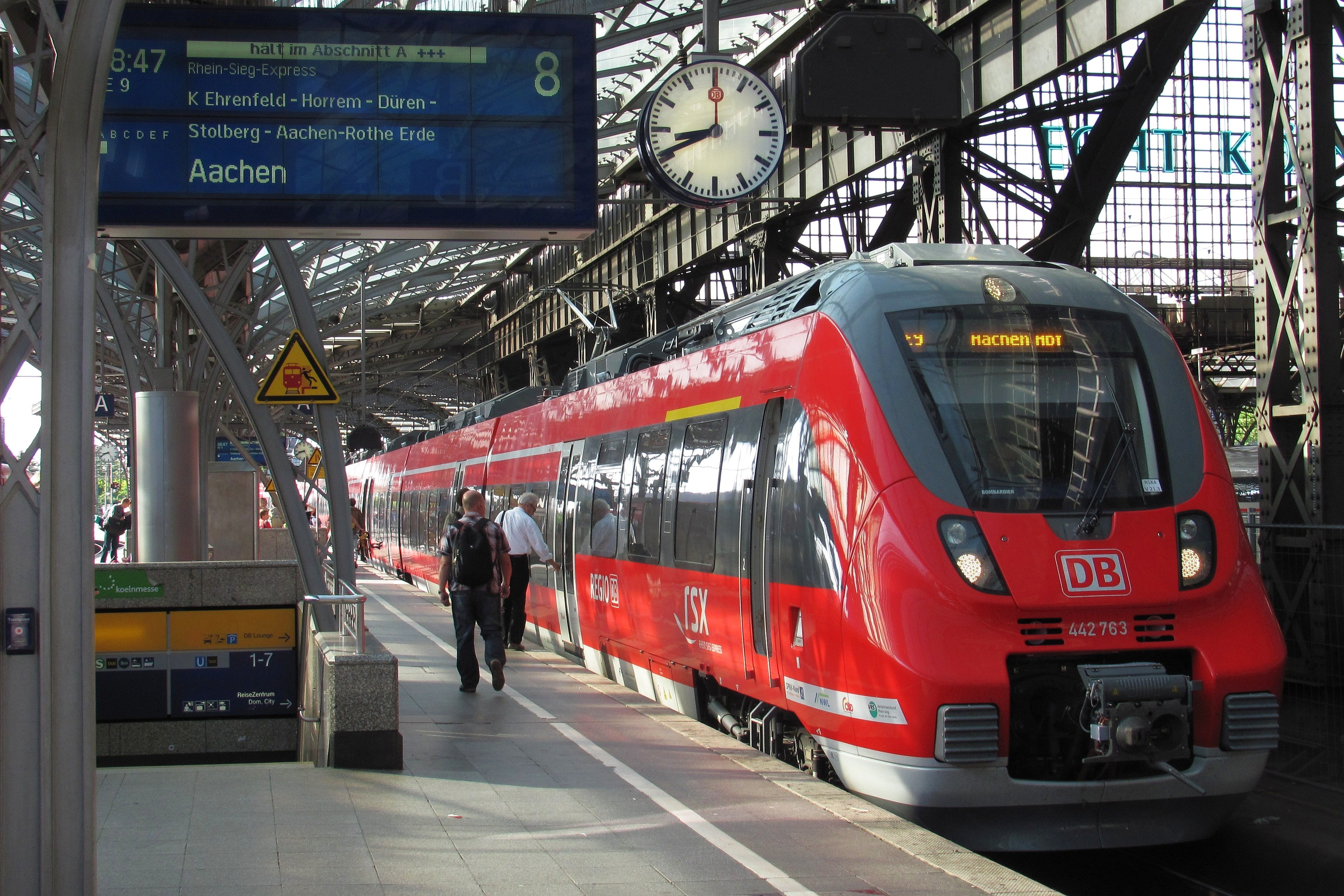
Talent 2 naar Aken in Köln Hauptbahnhof.

In dit overzicht staan eveneens treinen van de Deutsche Bundesbahn (DB) en van de Deutsche Reichsbahn (DR)